# Immenburg (Bonn)

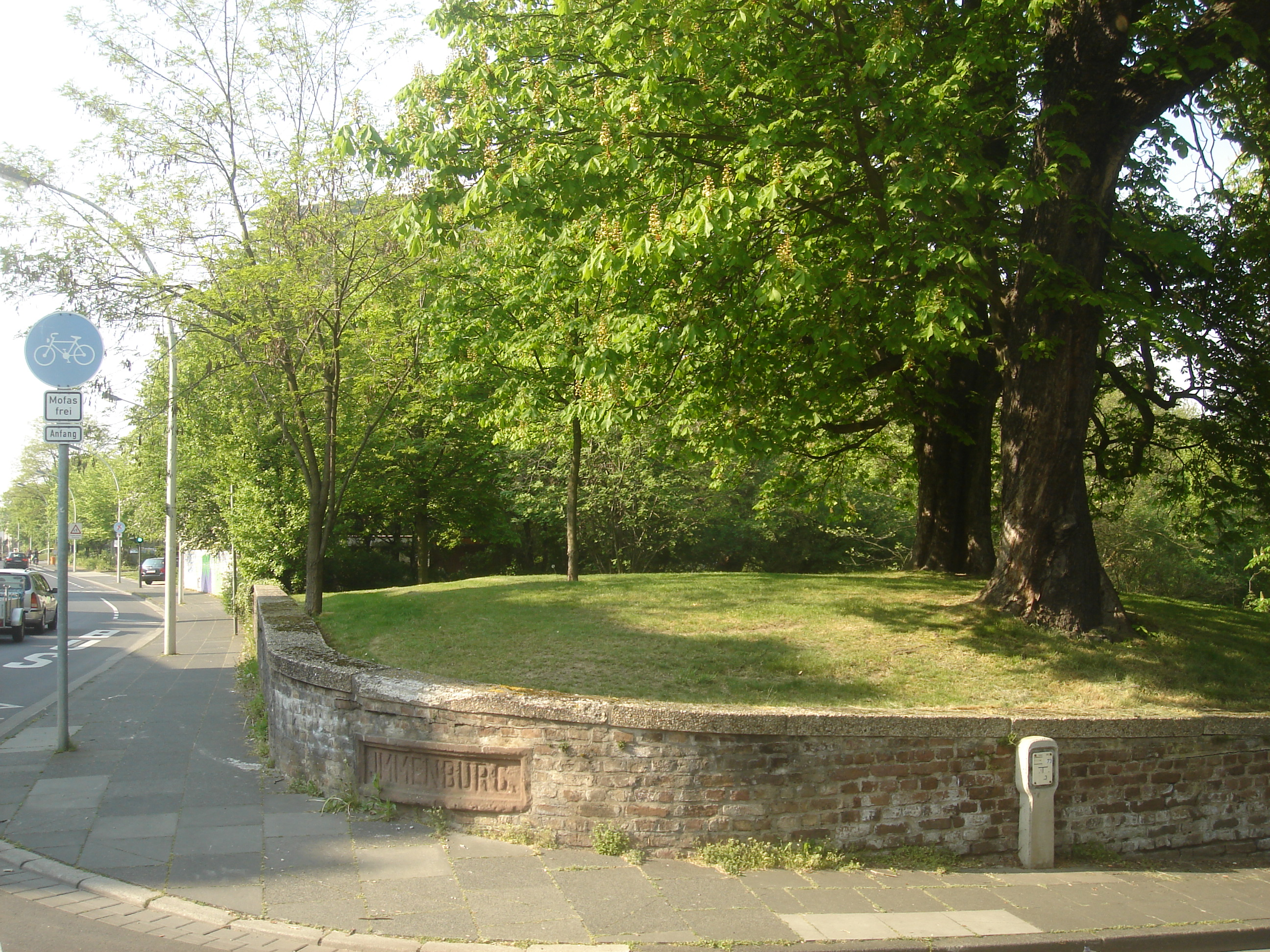
Immenburg-Park mit Erinnerungstafel

Die Immenburg war ein burg- bzw. schlossähnliches Anwesen aus dem 19. Jahrhundert in Bonn-Endenich, von dem heute nur noch Reste des Parks existieren.

## Geschichte
Die Immenburg wurde 1879 im Stile des Historismus von Major Ferdinand Flinsch errichtet. Der Gebäudekomplex lag inmitten eines weiträumigen Parks. 1912 wurde der Physiker Alfred Bucherer neuer Besitzer. Das Gebäude wurde im Zweiten Weltkrieg weitgehend zerstört und dann abgerissen.
Nach dem Krieg bestand auf dem Burggelände bis 1965 eine Kleingartenkolonie. Seitdem wird ein Teil des Geländes von der Universität Bonn genutzt, 1963 entstand auf einem Teil des Geländes ein Studentenwohnheim, 1965 zog das Parasitologische Institut in ein von Rudolf Lehmensick geplantes Gebäude an der Immenburg und auch die Pharmazie erhielt hier ein Gebäude.

## Heutiger Zustand
Von der Immenburg sind lediglich Teile der Parkanlage verblieben. Die Straßen „Immenburgstraße“ und „An der Immenburg“, an der die Universitätsinstitute liegen, sowie eine Bushaltestelle erinnern an den Namen, an der Ecke An der Immenburg / Auf dem Hügel ist eine Steinplatte mit dem Namen des Anwesens angebracht.

## Trivia
Das an der Immenburgstraße gelegene Laufhaus wird umgangssprachlich Immenburg genannt.